# Luca Stephenson
Luca Stephenson (Horden, 17 settembre 2003) è un calciatore inglese, centrocampista del Liverpool.

## Carriera
Ha iniziato a giocare a calcio nel Sunderland per poi entrare nel settore giovanile del Liverpool nel 2018. Il 22 settembre 2020 ha firmato il suo primo contratto professionistico ed il 1º settembre 2023 è passato in prestito al Barrow, club della quarta divisione inglese per una stagione. Ha debuttato a livello professionistico il 5 settembre nell'incontro di Football League Trophy perso 2-0 contro il Blackpool.
Il 15 agosto 2024 è passato con la stessa formula nella prima divisione scozzese al Dundee Utd e nove giorni dopo ha segnato il suo primo gol in carriera al debutto con i Terrors, nel successo per 2-0 contro il St. Johnstone. Termina la stagione con 3 reti (le sue prime tra i professionisti) in 31 partite di campionato giocate; a fine anno concluso il prestito torna al Liverpool.

## Statistiche

### Presenze e reti nei club
Statistiche aggiornate al 17 maggio 2025.
| Stagione        | Squadra         | Campionato      | Campionato | Campionato | Coppe nazionali | Coppe nazionali | Coppe nazionali | Coppe continentali | Coppe continentali | Coppe continentali | Altre coppe | Altre coppe | Altre coppe | Totale | Totale | Totale |
| Stagione        | Squadra         | Comp            | Pres       | Reti       | Comp            | Pres            | Reti            | Comp               | Pres               | Reti               | Comp        | Pres        | Reti        | Pres   | Reti   |        |
| --------------- | --------------- | --------------- | ---------- | ---------- | --------------- | --------------- | --------------- | ------------------ | ------------------ | ------------------ | ----------- | ----------- | ----------- | ------ | ------ | ------ |
| 2023-2024       | Barrow          | FL2             | 30         | 0          | FACup+CdL       | 2+0             | 0               | -                  | -                  | -                  | FLT         | 2           | 0           | 34     | 0      |        |
| 2024-2025       | Dundee Utd      | SP              | 31         | 3          | CS+CdL          | 1+2             | 0               | -                  | -                  | -                  | -           | -           | -           | 34     | 3      |        |
| Totale carriera | Totale carriera | Totale carriera | 61         | 3          |                 | 5               | 0               |                    | -                  | -                  |             | 2           | 0           | 68     | 3      |        |